# 福佳歌曲系列
《福佳》是一組在互聯網上流傳的惡搞歌曲，首兩版改編自香港特別行政區成立十周年紀念主題曲《始終有你》，而第三版則改編自2008年北京奧運主題曲《We Are Ready》。演唱者刻意模仿原作的群星唱腔，歌詞諷刺香港主權移交10年以來具爭議的事件。第一版《福佳始終有你》於2007年5月27日上傳至影片分享平台YouTube後，三個月後收看人次逾81萬，第二版《煲呔搵工靠你》上載三週共有23萬人次瀏覽，引起部分香港傳媒關注。而第三版《福佳，We have money！》則於2008年2月11日在YouTube上載。

## 簡介
改編歌詞及片段涉及的事件，繼有亞洲金融風暴、SARS事件、維港巨星匯風波、董建華任內爭議、八萬五建樓計劃、香港普選議題、天星碼頭清拆事件、六七暴動策劃人楊光受勳、程翔事件以及已故民建聯主席馬力於2007年5月對六四事件的評論。

歌詞由香港博客林忌改寫，由多人匿名演唱。影像版本由RebuildHK網主Freeman協助剪輯，音樂版由「神秘人一號」處理。

## 緣起
2007年，特區政府安排多位知名藝人演唱《始終有你》，講述香港人奮鬥歷程及香港主權移交予中華人民共和國的心情，以慶祝香港主權移交10週年。2007年5月，香港立法會議員馬力不滿香港中學教師稱六四事件是「屠城」，又質疑坦克能否將學生壓成肉餅，報章引述馬力說：「找一頭豬來測試一下便知道能否變成肉餅了。」言論在香港引起迴響，民主派譴責，民建聯亦批評主席失言。
在香港主權移交10週年及六四事件18週年前夕，香港博客林忌將《始終有你》的歌詞改編成諷刺特區政府施政及馬力言論的作品。作品上傳至YouTube後，《香港蘋果日報》、《明報》、《信報》、《經濟日報》、《南華早報》、香港電台、商業電台及有線電視相繼報道。

## 詞義
歌名中的「福佳」，與粵語仆街諧音。《福佳始終有你》被普遍理解為「你總會仆街」或「仆街仔始終有你份」之意。不過，作者在博客表示，福佳只是「福」和「佳」之意；又指文中提到「馬力」，是功率單位匹的意思，而非香港立法會議員馬力。亦有人認為「福」字取義自仆字粵語之切韻，類粵語中的「芳遇切切」。
另，字形上「佳」字與「娃」字相似，故曾有人把歌名誤以為是可能與北京奧運有關之《福娃始終有你》。

## 片段
歌曲的影像版本除了提及天星碼頭事件及2007年馬力的六四言論，同時有香港主權移交10年來較觸目的新聞事件和人物，繼有SARS、董趙洪娉、2003年七一大遊行。

## 反應
自影像版本於2007年5月27日上傳至YouTube後，截至2010年4月收看人次超過100萬。及後，多個媒體包括《香港蘋果日報》、香港電台的《晨光第一線》、《頭條新聞》、《講東講西》、《e個世界》、《LTV Café》及香港有線電視財經資訊台的《香港刺針》相繼在節目內報道及談論該歌曲。6月4日在商業二台時事節目《在晴朗的一天出發》、信報城市筆記《福佳三次方》、信報《互聯網動員力量不可擋》、明報副刊自由談有讀者投稿均有報道及談論該歌曲。
由於這片段在短時間所造成的網路爆紅現象，有用戶在中文維基百科為這片段建立條目。然而，有管理員以歌曲在條目創建的當時未能顯出其重要性，而提出應刪除條目，但中文維基百科對收錄惡搞事件有一定準則，條目是否刪除曾引起爭議，最终事件平息，條目得以保留。此爭議被《蘋果日報》報道，將支持刪除的人士標籤為「保皇黨」。
6月20日，香港立法會涂謹申議員於呼籲市民7.1上街的動議辯論中，高呼《福佳始終有你》當中幾句歌詞「普選偏偏無我，八百張飛選多一世紀」，呼籲市民7月1日上街參加七一大遊行。
。
6月29日，華盛頓郵報集團旗下的網路政論雜誌《Slate》，專文介紹《福佳始終有你》，以及與香港民情的關係。
。
2007年7月7日香港電台節目《傳媒春秋》，節目播出《福佳始終有你》及《煲呔搵工靠你》有關片段，以及訪問《福佳始終有你》監製Freeman。節目當中亦有提及《福佳始終有你》維基條目被提刪事件。當中，Freeman更提及製作《出街始終有你》，是關於政制檢討的。

## 外部連結
- YouTube：
  - YouTube上的福佳始終有你（路遙知馬力版）
  - YouTube上的煲呔搵工靠你
  - YouTube上的福佳3 We Have Money!
  - YouTube上的回歸文藝晚會有人唱福佳的歌詞
  - YouTube上的《始終有你》畫像與《福佳始終有你》音像混合
- 香港特別行政區成立十周年紀念主題曲《始終有你》
- 《福佳始終有你》製作過程 （梁錦祥頻道）[永久] - MyRadio 訪問片段
- 李八方專訪《福佳始終有你》監製Freeman （页面存档备份，存于） ，RebuildHK 網站創辦人。